# Santa Rosa Island

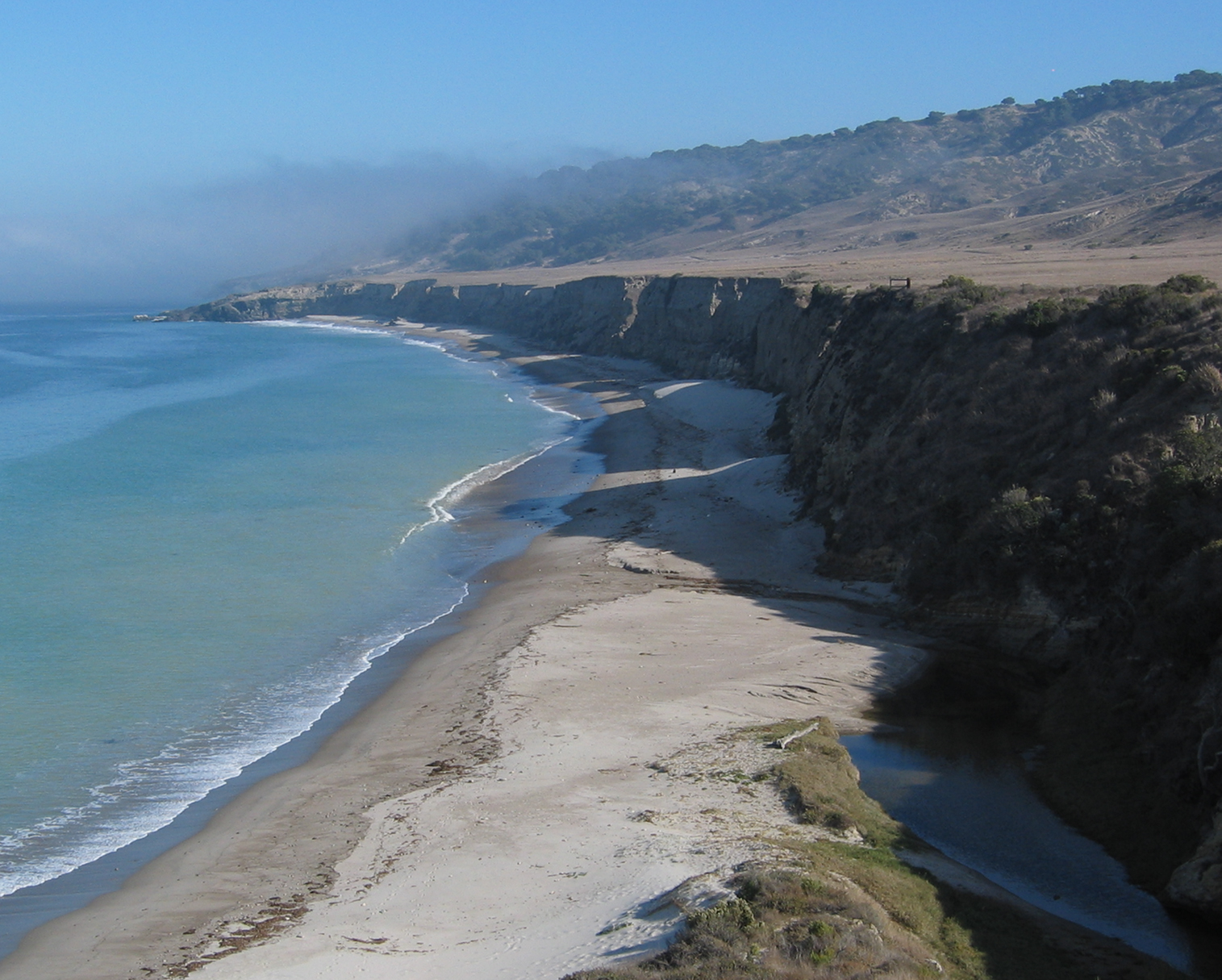
Water Canyon Beach, Santa Rosa

Santa Rosa Island is een 26 km lang en 17 km breed eiland, dat voor de westkust van Californië ligt en bestuurlijk gezien onder Santa Barbara County valt. Het eiland, dat slechts 2 inwoners heeft, is een van de Channel Islands in het Channel Islands National Park. Het hoogste punt is Vail Peak, die 484 meter hoog is.
De oudste menselijke resten van het continent zijn gevonden op het eiland, bij Arlington Springs.